# Walter Breidenbach
Walter Breidenbach (* 1893 in Frankfurt am Main; † 1984 in Göttingen) war ein deutscher Pädagoge.
Er war nach dem Studium der Mathematik und Physik lange Jahre im Schuldienst in Berlin tätig. 1938 wechselte er in die Lehrerbildung, zunächst an der Hochschule für Lehrerbildung in Trier. Seit 1946 war er gemeinsam mit einer kleinen Gruppe von Kollegen am Aufbau der Adolf-Reichwein-Hochschule Celle beteiligt. Bis zum Ende des Wintersemesters 1958/59 hatte Breidenbach an der inzwischen nach Osnabrück umgezogenen Hochschule einen Lehrstuhl inne.
Der Bundespräsident verlieh Professor Breidenbach 1980 oder 1981 das Bundesverdienstkreuz am Bande für seine großen Verdienste um die Didaktik der Mathematik und um die Entwicklung der Pädagogischen Hochschulen.

## Veröffentlichungen
- Die Dreiteilung des Winkels 1933
- Rechnen in der Volksschule 1947
- Raumlehre in der Volksschule 1949
- diverse Schulbücher

| Personendaten    | Personendaten                          |
| ---------------- | -------------------------------------- |
| NAME             | Breidenbach, Walter                    |
| KURZBESCHREIBUNG | deutscher Pädagoge und Hochschullehrer |
| GEBURTSDATUM     | 1893                                   |
| GEBURTSORT       | Frankfurt am Main                      |
| STERBEDATUM      | 1984                                   |
| STERBEORT        | Göttingen                              |